# Igor Nikolaevich Vorotyntsev
Категория:Персоналии по алфавиту
Категория:Спортсмены по алфавиту
'''Igor Nikolaevich Vorotyntsev''' (nacido el 26 de mayo de 1969, Semipalatinsk) es maestro de artes marciales ruso, entrenador y juez de la categoría internacional. El Campeón Mundial de combate cuerpo a cuerpo en la sección defensa personal (HSIF-2019), Campeón Mundial de kenpo (IKF, 2008) en la categoría hasta 77,5 kg., doble ganador de los Campeonatos Mundiales en Jiu-Jitsu tradicional (2005), doble ganador del Campeonato Mundial de pancracio (WWW, 2019), ganador de la Copa Mundial de combate cuerpo a cuerpo en la sección defensa personal (HSIF-2019), medallista de plata de la Copa Mundial de point karate (2012) en la categoría hasta 75 kg, Campeón de Europa de karate en la sección kata (IMAF, 2005).
El poseedor de cinturones negros en jiu-jitsu de combate (VII dan), combate cuerpo a cuerpo (rango VI), karate-do (VI dan), pancracio (VI dan); Tai-Jitsu (IV dan).

## Biografía
Nació el 26 de mayo de 1969 en Semipalatinsk. Comenzó a practicar el boxeo con Konstantin Druzhin, luego combate cuerpo a cuerpo con Alexander Dzutsev, karate shotokan con Vitaliy Bykov, Sergey Bogolepov, luego se entrenó con Alisher Zhumabekov, Evgeny Radishevsky, Akesha Yasumoto, Richard Morris, Jan-Erik Karlsson.
Graduado de la Escuela Superior de Armas Combinadas Político-Militar de Novosibirsk del 60 aniversario de la Gran Revolución de Octubre.
Completó el servicio militar en las fuerzas especiales en Kirguistán y Kazajistán, poseedor del símbolo de la “boina granate” de las fuerzas especiales de las Tropas Internas.
Después de regresar a Rusia trabajó como inspector principal del departamento de combate, entrenamiento especial y físico de la Dirección de Asuntos Internos del Ministerio del Interior de Rusia en la región de Lipetsk. Fue subdirector del departamento de formación profesional del Ministerio del Interior de Rusia en la región de Lipetsk, y luego se convirtió en el jefe del departamento de educación y deportes del LRO OGO VFSO “Dynamo”. Tiene el grado de teniente coronel del servicio interior.
En 1989 Vorotyntsev se convirtió en candidato a maestro de deportes de la URSS en el boxeo. En 1996 recibió el título de Maestro de Deportes de Rusia en combate cuerpo a cuerpo, en 2002 de Maestro de Deportes de Rusia en judo.
En 1991 fue el campeón del Ministerio del Interior de Kirguistán en combate cuerpo a cuerpo.
En 1996 fue el campeón del Ministerio del Interior de Rusia en combate cuerpo a cuerpo y el ganador del premio del I Campeonato de Rusia.
En 2003, en Suecia, se convirtió en miembro vitalicio de la Federación Mundial de Jiu Jitsu International.
En 2005 en Emden (Alemania) se convierte en campeón de Europa de kárate en la categoría de kata (según la versión IMAF) y medallista de plata (hanbo-no-kata) y bronce (kihon-no-kata) del Campeonato Mundial en jiu-jitsu tradicional en Japón (Yonago).
En 2005 en Emden (Alemania) IMAF otorgó a Vorotyntsev el rango de “Hanshi” en karate-do.
En 2006 en Lipetsk se convirtió en el campeón de Rusia en kata judo. Participó en el Campeonato de Europa en Turín (Italia).
En 2008 en Faro (Portugal) se convirtió en el campeón mundial de kenpo (IKF) en la categoría hasta 77,5 kg.
En 2009 en Lund (Suecia) JJI otorgó a Igor Vorotyntsev el título de “Kyoshi” en jiu jitsu. 
Doble ganador del Campeonato Mundial de Jiu-Jitsu Tradicional de 2009 en Yonago (Japón).
En 2012 se convirtió en el medallista de plata de la Copa Mundial de point karate (Frankfurt, Alemania).
En 2014 Vorotyntsev recibió el título de “Juez de la categoría internacional en combate cuerpo a cuerpo”.
En 2017 se hizo miembro del Comité de Árbitros del Campeonato Asiático en combate cuerpo a cuerpo.
En 2018 se hizo miembro del Comité de Árbitros del Campeonato de Europa en combate cuerpo a cuerpo.
En 2019 fue:
- el Campeón Mundial en combate cuerpo a cuerpo en la sección defensa personal (Rusia, San Petersburgo).[10][11]

- el medallista de bronce del Campeonato Mundial en pancracio en la sección polidamas (Italia, Roma)

- el ganador de la Copa Mundial en combate cuerpo a cuerpo en la sección de defensa personal (Alemania, Leipzig)

A partir de 1995 Igor Nikolaevich se dedicó al trabajo de entrenador y organizó su propia escuela de artes marciales. Entrenó personalmente a más de 80 campeones y ganadores de los campeonatos mundiales en artes marciales. Entre ellos se encuentran los campeones mundiales en kenpo Dmitry Rybakov, Dmitry Maltsev, cinco veces campeón mundial en artes marciales Sergey Faustov, dos veces campeona mundial en pankracio Anna Mikhailova, campeones mundiales en Pankracio Vladimir Safonov, Maxim Safonov, Valeriy Korostinskiy, Anzor Pshinshev, ganador de la Copa Mundial en combate cuerpo a cuerpo Pavel Kuznetsov y otros.
Vorotyntsev es también el director ejecutivo de la Federación de combate cuerpo a cuerpo de la región de Lipetsk, la Federación de artes marciales mixtas (MMA) de la región de Lipetsk, la Federación de pankracio de la región de Lipetsk, la oficina regional de Lipetsk de la Unión Rusa de artes marciales; miembro del Comité de Relaciones Exteriores de la Federación de Rusia de combate cuerpo a cuerpo.
Es galardonado con el premio más alto de la Federación de Rusia de combate cuerpo a cuerpo “Por el desarrollo del combate cuerpo a cuerpo en Rusia”, miembro de la Presidencia de la Federación de Rusia de combate cuerpo a cuerpo

## La Familia
Mi padre es militar, teniente coronel de reserva, oficial de una unidad especial de especial riesgo. La madre es ama de casa.

Casado. Tiene dos hijos.

## Premios estatales
- Insignia de honor “Excelencia en cultura física y deportes de la Federación de Rusia” (2006)[22]

- Insignia de honor “Por servicios en el desarrollo de la cultura física y el deporte” (2016)[23]

## Enlaces
- Página web de Igor Vorotyntsev en el sitio web de la Federación Internacional de combate cuerpo a cuerpo

- Página web de Igor Vorotyntsev en el sitio web de la Federación Internacional de kenpo

- Datos: Q70253306